# Pollachius
Pollachius è un genere di pesci d'acqua salata appartenenti alla famiglia Gadidae e comprende due specie, note collettivamente con il nome inglese di pollock o merlano.

## Distribuzione e habitat
L'area di distribuzione di questi due merlani comprende il Mare del Nord, la Manica e l'Oceano Atlantico.

## Descrizione
Tipica dei pollock è la forma complessiva, con tre pinne dorsali, due anali, alcune pettorali piccole, e altre pelviche, minuscole, situate sotto la gola.
Il merlano giallo raggiunge la lunghezza di 60 cm, ed eccezionalmente anche di 75 cm. La sua tinta è verdastra nell'insieme, mentre il dorso tende al verde scuro; i fianchi, più chiari, sono macchiati di giallo. Il ventre è biancastro, le pinne sono giallastre, gli occhi grossi e dorati. La linea laterale, molto incurvata al disopra della pinna pettorale, è scura. La mascella inferiore, prognata, è provvista del barbiglio sul mento, caratteristico di molte specie di Gadiformi.
Il merlano nero, o merluzzo carbonaro, è più grosso; è lungo circa 1 m e può pesare da 10 a 12 kg. La sua colorazione è nell'insieme più scura di quella del merlano giallo e la sua linea laterale, più chiara, è ben visibile. La mascella inferiore, poco prognata, ha un corto barbiglio al mento. Il merlano nero è un pesce di pesca professionale, che le massaie conoscono per lo più sotto il nome generico di «merluzzo».

## Riproduzione
Il merlano si riproduce a partire dai mesi di gennaio o febbraio, fino a maggio. I principali luoghi ove depone le uova si trovano al largo delle coste occidentali delle Isole Britanniche, nel Mare del Nord e al largo della Norvegia. Deposte a profondità varianti tra i 60 e i 180 m, le uova salgono rapidamente in superficie, dove esse galleggiano, grazie a un piccolo globulo di olio contenuto nella membrana trasparente che le circonda. L'avannotto ha sotto il ventre un sacco vitellino, più grande e più leggero di sé stesso, il quale lo fa galleggiare sottosopra; man mano che la sostanza vitellina si consuma, l'avannotto assume la posizione normale. Tra il sesto e il nono giorno, dopo essersi schiuso, il pesciolino è in grado di nuotare in profondità e comincia a nutrirsi di minuscoli crostacei.

Lo schiudersi delle uova dipende dalla temperatura dell'acqua e richiede sei giorni a 10 °C, nove giorni a 6 °C. Da essa dipendono così la rapidità di riassorbimento del vitello, come pure, più tardi, la crescita del pesce, essendo questa più celere nelle regioni meridionali della sua area di distribuzione.

## Alimentazione
Il merlano giallo, più di tutti gli altri membri della famiglia dei Gadidi, vive nelle vicinanze delle coste. Si nutre di piccoli pesci delle medie profondità, quali in particolare ammoditi, aringhe e sardine; sul fondo, dove scende più di rado, divora vermi, crostacei e molluschi. 

Il merlano nero, invece, vive in mare aperto. Vorace come lo sono in genere tutti i Gadidi, si nutre principalmente dei piccoli di un suo parente stretto, il merluzzo dell'Atlantico, o eglefino (Melanogrammus aeglefinus). Quando sono in numero sufficiente, i merlani neri ne circondano un banco, lo inducono a formare una massa serrata, poi manovrano bruscamente facendolo risalire in superficie. A questo punto i merlani attaccano le loro prede dal disotto, mentre gli uccelli marini, sempre in agguato di una buona occasione, volteggiano al disopra, cercando di non lasciarsi sfuggire la loro parte di banchetto. Il merlano nero mangia anche altri pesci di piccola taglia, come pure crostacei, come gli anfipodi. Come molti pesci predatori, ha bisogno da 5 a 6 giorni per digerire un pasto di pesci, il tempo cioè necessario perché le lische si rammolliscano. La digestione di un granchio è molto lunga, dovendo essere digerito per primo il carapace. Gli anfipodi e gli altri crostacei, invece, sono digeriti in circa 3 giorni.

## Specie
- Pollachius pollachius (Linnaeus, 1758) - merlano giallo;
- Pollachius virens (Linnaeus, 1758) - merlano nero.